# Celaenia voraginosa
Celaenia voraginosa är en spindelart som beskrevs av Arthur Urquhart 1891. Celaenia voraginosa ingår i släktet Celaenia och familjen hjulspindlar.
Artens utbredningsområde är Tasmanien. Inga underarter finns listade i Catalogue of Life.